# Acido 3,5-dinitrobenzoico
L'acido 3,5-dinitrobenzoico è un acido carbossilico ed un nitrocomposto.
A temperatura ambiente si presenta come un solido giallo inodore. È un composto irritante.